# Cot Meureuhung
Cot Meureuhung är en kulle i Indonesien.   Den ligger i provinsen Aceh, i den västra delen av landet, 1 800 km nordväst om huvudstaden Jakarta. Toppen på Cot Meureuhung är 210 meter över havet.
Terrängen runt Cot Meureuhung är kuperad österut, men västerut är den platt.Runt Cot Meureuhung är det ganska tätbefolkat, med 80 invånare per kvadratkilometer. Omgivningarna runt Cot Meureuhung är en mosaik av jordbruksmark och naturlig växtlighet.